# Białka (Radom)
Pour les articles homonymes, voir Białka.
Białka (prononciation : [ˈbjau̯ka]) est un village polonais de la gmina d'Iłża dans le powiat de Radom de la voïvodie de Mazovie dans le centre-est de la Pologne.
Il se situe à environ 5 km au sud-ouest d'Iłża (siège de la gmina), 30 km au sud de Radom (siège du powiat) et à 121 km au sud de Varsovie (capitale de la Pologne).
Le village compte approximativement une population de 523 habitants en 2009.

## Histoire
De 1975 à 1998, le village appartenait administrativement à la voïvodie de Radom.